# Nacka
Nacka è una città della Svezia, capoluogo del comune omonimo, nella contea di Stoccolma. Al censimento del 2023 aveva una popolazione di 110 633 abitanti.